# Rabbi
Rabbi é uma comuna italiana da região do Trentino-Alto Ádige, província de Trento, com cerca de 1.454 habitantes. Estende-se por uma área de 132 km², tendo uma densidade populacional de 11 hab/km². Faz divisa com Ultimo (BZ), Martello (BZ), Bresimo, Peio, Malé, Mezzana, Commezzadura e Pellizzano.